# Elisabeth Luz

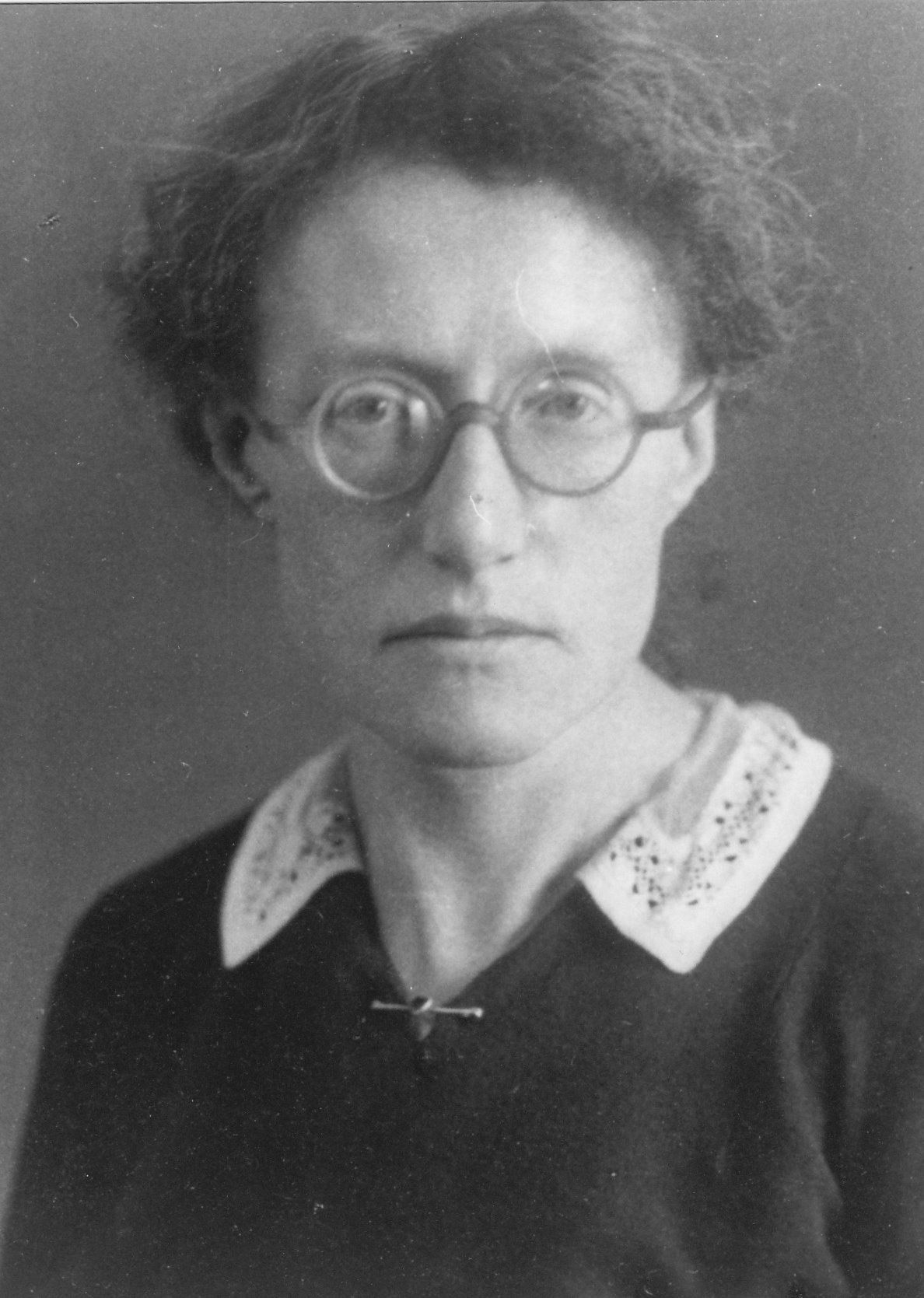
Elisabeth Luz, ca. 1945

Elisabeth Luz (* 22. August 1888 in Hottingen (Stadt Zürich); † 5. April 1971 in Männedorf, Schweiz), genannt Tante Elisabeth, war die Tochter des Organisten und Musikdirektors Johannes Luz und der Clara Elisabeth Secchi aus Chur. Ihre große Leistung ist die Organisation eines handschriftlichen Austauschprogrammes für Briefe von unfreiwillig getrennten jüdischen Familienmitgliedern. Eltern, die seit 1939 im deutschen Machtbereich lebten, korrespondierten über sie mit ihren Kindern, die sich elternlos auf der Flucht vor den Deutschen im Exil befanden. Sie arbeitete vorwiegend für das Hilfswerk der Evangelischen Kirchen der Schweiz.

## Ihr Lebenswerk: Die Briefverbindung über die Schweiz

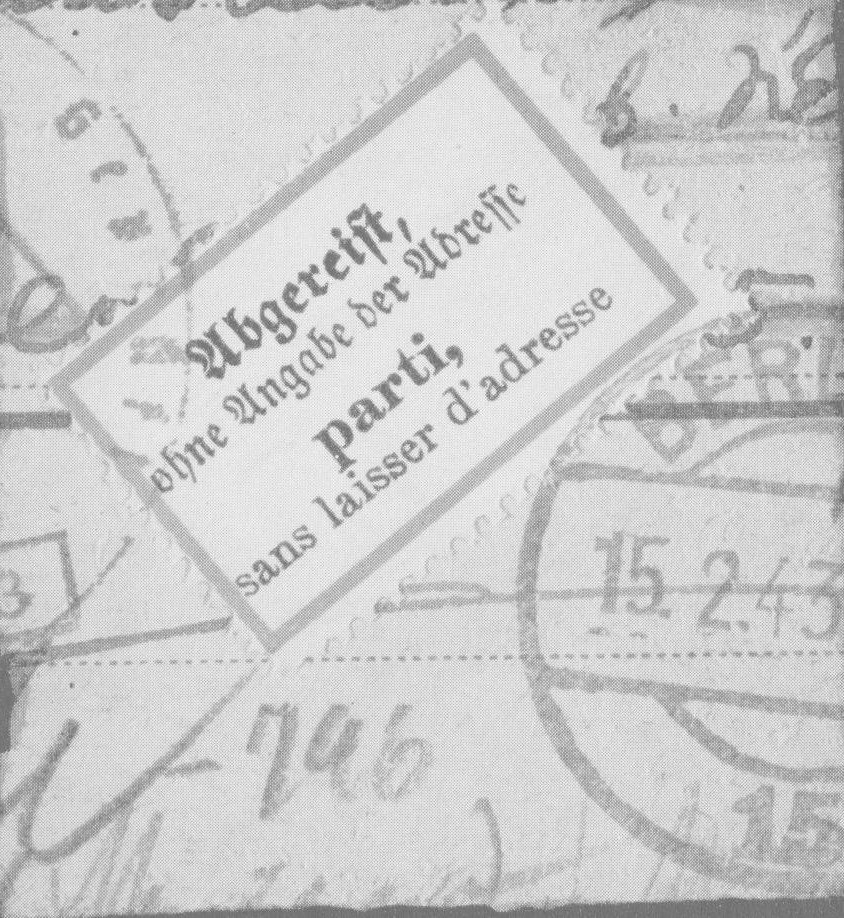
"Abgereist ohne Adresse". Empfänger aus Berlin als Jude verschleppt.

Elisabeth Luz besuchte die private Mädchenschule "Dameninstitut Wetli" in Zürich. Sie war zunächst als ehrenamtliche Fürsorgerin und Armenbetreuerin in der evangelischen Kirchgemeinde Neumünster (Zürich) tätig, gemeinsam mit dem religiösen Sozialisten Hermann Kutter. Um 1919 zog sie nach Männedorf, dann 1936 nach Stäfa, wo sie bis 1962 lebte und von wo aus sie das Briefprojekt organisierte.
Ab 1939 war Elisabeth Luz Briefvermittlerin zwischen im Deutschen Reich (einschließlich überfallene und einverleibte Gebiete) gebliebenen jüdischen Eltern und ihren ins Ausland, vor allem nach Frankreich verbrachten Kindern, die hier als unbegleitete Flüchtlinge überwiegend in Heimen lebten. Die erste so betreute Gruppe wohnte bis zum deutschen Einmarsch im Château de la Guette. Die Vermittlung wurde umso dringlicher, als es ab Kriegsbeginn im September 1939 keinen Postverkehr zwischen den Feindstaaten mehr gab. Luz’ Hilfe bestand darin, dass sie teils die gegenseitigen Briefe abschrieb und diese Kopien dann weiterschickte, teils dass sie die darin enthaltenen Nachrichten, z. B. über das Befinden, den augenblicklichen Aufenthalt u. ä. in Briefe unter eigenem Namen und unter Vorspiegelung eines persönlichen Bezugs als eine Verwandte oder Freundin einfügte und so die Herkunft der Briefe verschleierte. Zugleich war es wegen der Zensur nötig, die Briefe um manche Angaben zu kürzen, Luz selbst nannte es „Vorzensur“ zu üben. Die die Briefe empfangenden Eltern konnten unschwer erkennen, von wem die Nachricht wirklich stammte. Die Briefvermittlung nahm bis 1944 an Umfang ständig zu, weil die Anschrift von „Tante Elisabeth“ unter den geflohenen Kindern in den Heimen oder unter den zwangsweise verwaisten Eltern im Deutschen Reich weitergegeben wurde. Es gab aus Gründen der Portoersparnis Sammelbriefe aus den Heimen, teilweise mit anschaulichen Zeichnungen der Kinder. Die Kinder waren zu dieser Zeit überwiegend zwischen 8 und 15 Jahren alt.
Die schreibenden Kinder lebten nach der Besetzung von Nord- und Mittelfrankreich zunächst überwiegend im unbesetzten Teil Frankreichs, später, als der Süden ebenfalls deutsch besetzt wurde, als Untergetauchte und Binnenflüchtlinge. Mit dem zunehmenden deutschen Massenmord an Juden in ganz Europa kam es immer häufiger vor, dass Briefe an die Eltern im Reich (Deutschland oder besetztes Österreich) von der Post mit dem Vermerk „abgereist – Adresse unbekannt“ in die Schweiz zurückgeschickt wurden, die Verbindung somit gescheitert war, da die Empfänger im Konzentrationslager keine Post erhielten oder schon ermordet worden waren. Elisabeth Luz war entsprechend traurig, ihr Bemühen in solchen Fällen vergeblich.
Die meisten der jüdischen Eltern, deren gegenseitige Briefe mit den Kindern Luz vermittelte, sind bis 1945 dem Holocaust zum Opfer gefallen. Haben sie überlebt, gab es Wiederbegegnungen von Familien, wenn die Kinder z. B. durch Kindertransporte oder Untertauchen gerettet wurden. Manche dankbaren Überlebende haben nach 1945 Elisabeth Luz in der Schweiz besucht oder ihr weiterhin geschrieben, worüber sie in ihrem Essay von 1968 berichtet. Ein Teil der Kinder, insbesondere aus dem Rothschild-Projekt gelangte in die USA, wodurch Elisabeth Luz auch dort bekannt wurde.  Fotomaterial über sie gelangte so in das United States Holocaust Memorial Museum. Eine Sammlung von 3000 dieser Briefe aus dem Bestand Luz’ gelangte ebenfalls in die USA und wird dort an der Clark University von Debórah Dwork und Mitarbeitern bearbeitet.

## Zeugnisse aus den Briefen
„Nur an den Tagen, an denen ich Post bekomme, lebe ich wirklich.“

„Mutti, du kannst dir gar nicht vorstellen, wie dein Brief mich gefreut hat. Ich bin gesprungen for Freude. Ich bin im ganzen Zimmer gehopst. Du allerliebste, goldiges, gutes, süßes Muttileinchen! Zieh dich nur recht warm an, wenn du kalt hast. Meinen Arbeitsbeutel habe ich immer bei mir im Schrang.“

„Du, weißt du was, Vatili? Ich möchte so gern wieder einmal ein Foto von dir sehen! Nichts zu machen? Unzählige, ganz innige Grüße, deine dich toll (furchtbar) liebhabende Tochter.“

„Hier hat es keine ebene Stelle, alles geht Berg und Tal!“

„Wir haben von unserer Baronin ein Stück Garten bekommen, wo wir uns alles selber pflanzen. Das iss herrlich. Wir haben auch ein neues Klavier bekommen. Die Erzieherin, die wie eine Mutter zu mir ist, lehrt mich. Sie kann fabelhaft spielen. Wir haben auch einen Grammophon und der muss während jeder Mahlzeit spielen (Vielleicht als Zukost?) Das ist fabelhaft!“

„Wir hoffen, das das neue Jahr besser sein wird wie das, was jetzt vorüber geflogen ist. Wir müssen nur auf dem lieben Gott vertrauen und nie verzagen. Bald wird auch uns die Sonne scheinen, dann werden wir den Weg zum Glück finden (es folgen Dankesworte an Elisabeth Luz)“

„Mein Liebling Hanna Ruth, liebe Tante Élisabeth, ich muss mich endlich aufraffen, euch beiden Nachricht zu geben Wenn ich bloß in den letzten vier Wochen die Zeit dazu gehabt hätte. Seit dem 2. August habe ich nichts von euch gehört. Aber dieser Brief soll euch nicht zeigen, wie traurig ich bin. Und darum habe ich lieber ein Weilchen gewartet, mein liebes Kind. Es gibt keinen Grund, dass ich mich beklage, sagen andere Leute, dennoch: ich leide darunter, dass dein lieber Großvater, der ja mein Vater ist, uns verlassen und auf Transport gehen musste. Ebenso Tante Ella und ein weiterer Onkel. Angeblich geht es ihnen dahinten gut. Ich hoffe, dass Gott ihnen die Sache leicht machen möge. Alles in allem hat er (sc. der Großvater) ein gutes Leben gehabt, und bei seinem hohen Alter hat er ja das Leben hinter sich. Du siehst, es gibt durchaus Neues. Das Wetter ist noch ziemlich gut. In Liebe, deine Mutter“

„Ich bete jeden Tag, der liebe Gott möge uns weiterhin beschützen, mich und Werner, damit wir dich irgendwann wiedersehen können, mein Herzchen. Wenn nur mein lieber Werner gerettet werden kann! Sorge für ihn, mein geliebtes Kind, und halte dich weiter so tapfer. Verliere nie deinen Frohsinn! Ich werde bis zuletzt um dich kämpfen! In Liebe, ich umarme dich, deine Mutter“